# Pegomya tarsadisca
Pegomya tarsadisca är en tvåvingeart som beskrevs av John Otterbein Snyder 1952. Pegomya tarsadisca ingår i släktet Pegomya och familjen blomsterflugor. Inga underarter finns listade i Catalogue of Life.